# Campionati mondiali juniores di slittino 1998
I Campionati mondiali juniores di slittino 1998 si sono disputati ad Sigulda, in Lettonia, dal 19 al 24 gennaio 1998. La pista lettone ospita la manifestazione iridata di categoria per la seconda volta dopo l'edizione del 1993.

## Podi[1][2]
| Evento         | Oro | Tempo | Argento                                                                                                   | Tempo | Bronzo | Tempo |
| Singolo Uomini | Mārtiņš Rubenis                                                                                        |       | Robert Fegg                                                                                               |       | Nicholas Sullivan                                                                                                   |       |
| Singolo Donne  | Gabi Bender                                                                                            |       | Maryann Baribault                                                                                         |       | Anke Wischnewski |       |
| Doppio         | Christian Niccum Matthew McClain                                                                       |       | Sebastian Schmidt André Forker                                                                            |       | Steffen Dundr Jan Eichhorn                                                                                          |       |
| Gara a squadre | Germania Robert Fegg Henning Kirchner Britta Steinmetz Anke Wischnewski Sebastian Schmidt André Forker |       | Lettonia Mārtiņš Rubenis Nauris Skraustiņš Arnita Ancena Christina Pudogina Vilnis Ozoliņš Jānis Mozajevs |       | Stati Uniti Christian Niccum Nicholas Sullivan Maryann Baribault Courtney Zablocki Christian Niccum Matthew McClain |       |

## Medagliere
| Posiz. | Nazione     | Oro | Argento | Bronzo | Totale |
| ------ | ----------- | --- | ------- | ------ | ------ |
| 1      | Germania    | 2   | 2       | 2      | 6      |
| 2      | Stati Uniti | 1   | 1       | 2      | 4      |
| 3      | Lettonia    | 1   | 1       | 0      | 2      |